# José María de Cossío
José María de Cossío y Martínez Fortún – hiszpański pisarz i grafik. Członek Hiszpańskiej Akademii Królewskiej i autor historycznego traktatu o walkach byków.

## Dzieła
- 1931: Los toros en la poesía castellana. Estudio y antología
- 1934: La obra literaria de Pereda, su historia y su crítica
- 1936:  Correspondencias literarias del siglo XIX en la Biblioteca Menéndez y Pelayo
- 1936: Poesía Española Notas de asedio
- 1939: Siglo XVII
- 1942: El romanticismo a la vista. Notas y estudios de crítica literaria. Tres estudios. La poesía de Don Alberto Lista. Don Alberto Lista, crítico teatral de «El Censor». Noticias de don Manuel de la Cuesta
- 1943-1961: Los Toros, tratado técnico e histórico
- 1948: Lope, personaje de sus obras
- 1952: Fábulas mitológicas de España
- 1954: La obra literaria de Pereda
- 1960: Cincuenta años de poesía española (1850-1900)
- 1973: Estudio sobre escritores montañeses